# Isocheles wurdemanni
Isocheles wurdemanni är en kräftdjursart som beskrevs av William Stimpson 1862. Isocheles wurdemanni ingår i släktet Isocheles och familjen Diogenidae. Inga underarter finns listade i Catalogue of Life.